# Resolutie 802 Veiligheidsraad Verenigde Naties
Resolutie 802 van de Veiligheidsraad van de Verenigde Naties werd unaniem aangenomen op 25 januari 1993. Met deze resolutie werd geëist dat er een einde zou komen aan de aanvallen op de VN-vredesmacht in Kroatië en de veilige zones voor de bevolking die deze beschermde.

## Achtergrond
In 1980 overleed de Joegoslavische leider Tito, die decennialang de bindende kracht was geweest tussen de zes deelstaten van het land. Na zijn dood kende het nationalisme een sterke opmars, en in 1991 verklaarden verschillende deelstaten zich onafhankelijk. Hierdoor ontstonden burgeroorlogen met minderheden die tegen onafhankelijkheid waren in de deelstaten. Zo geschiedde ook in Kroatië, waar in de eerste helft van de jaren 1990 een bloedige burgeroorlog werd uitgevochten tussen Kroaten en Serven, en waarbij op grote schaal etnische zuiveringen plaatsvonden. De VN-vredesmacht UNPROFOR, later vervangen door UNCRO, moest een staakt-het-vuren bewerkstelligen en veilige zones creëren voor de bevolking.

## Inhoud
De Veiligheidsraad:
- bevestigt resolutie 713 en volgende;
- bevestigt in het bijzonder dat hij vasthoudt aan het VN-vredesplan;
- is erg bezorgd om de verslechterende situatie in Kroatië door aanvallen op de door UNPROFOR beschermde gebieden;
- veroordeelt die aanvallen die doden en gewonden veroorzaakten bij UNPROFOR en de bevolking;
- is ook bezorgd om het gebrek aan medewerking door de lokale Servische autoriteiten;

1. eist een einde van de vijandelijkheden en een terugtrekking van Kroatië nabij de UNPROFOR-gebieden;
2. veroordeelt hun aanvallen tegen UNPROFOR;
3. eist dat de zware wapens die werden buitgemaakt uit UNPROFOR-opslag teruggegeven worden;
4. eist dat alle partijen het staakt-het-vuren en het VN-vredesplan naleven;
5. condoleert de families van het omgekomen UNPROFOR-personeel;
6. eist dat iedereen de veiligheid van het VN-personeel respecteert;
7. nodigt de secretaris-generaal uit om het nodige te doen om de veiligheid van UNPROFOR te verzekeren;
8. roept alle partijen op om samen te werken met UNPROFOR om problemen, zoals vrij burgerverkeer over het Maslenica-kruispunt, op te lossen;
9. roept alle partijen opnieuw op om samen te werken met de Internationale Conferentie over voormalig Joegoslavië;
10. besluit om actief op de hoogte te blijven.

## Verwante resoluties
- Resolutie 800 Veiligheidsraad Verenigde Naties
- Resolutie 801 Veiligheidsraad Verenigde Naties
- Resolutie 807 Veiligheidsraad Verenigde Naties
- Resolutie 808 Veiligheidsraad Verenigde Naties

Lijst ·  800 ·  801 ·  802 ·  803 ·  804 ·  805 ·  806 ·  807 ·  808 ·  809 ·  810 ·  811 ·  812 ·  813 ·  814 ·  815 ·  816 ·  817 ·  818 ·  819 ·  820 ·  821 ·  822 ·  823 ·  824 ·  825 ·  826 ·  827 ·  828 ·  829 ·  830 ·  831 ·  832 ·  833 ·  834 ·  835 ·  836 ·  837 ·  838 ·  839 ·  840 ·  841 ·  842 ·  843 ·  844 ·  845 ·  846 ·  847 ·  848 ·  849 ·  850 ·  851 ·  852 ·  853 ·  854 ·  855 ·  856 ·  857 ·  858 ·  859 ·  860 ·  861 ·  862 ·  863 ·  864 ·  865 ·  866 ·  867 ·  868 ·  869 ·  870 ·  871 ·  872 ·  873 ·  874 ·  875 ·  876 ·  877 ·  878 ·  879 ·  880 ·  881 ·  882 ·  883 ·  884 ·  885 ·  886 ·  887 ·  888 ·  889 ·  890 ·  891 ·  892